# محمد شقرون وهرانی
ابوعبدالله، محمد شَقرون وهرانی (?-۱۵۲۳) (نسب: محمد بن محمد بن احمد مغراوی وهرانی) محدث و فقیه مالکی الجزایری در سده نهم و اوایل دهم هجری بود. از ابن غازی فراگرفت و در رثای او سرود. «الجیش الکمین فی الکرّ علی من یکفر عوام المسلمین» و «تقیید» از آثار اوست.